# Mark Miles
Mark Gerard Miles (Gibilterra, 13 maggio 1967) è un arcivescovo cattolico, diplomatico e traduttore britannico, dal 9 luglio 2024 nunzio apostolico in Costa Rica.

## Biografia
Nasce a Gibilterra, sede dell'omonima diocesi, il 13 maggio 1967.

### Formazione e ministero sacerdotale
Il 14 settembre 1996 è ordinato presbitero, nella cattedrale di Santa Maria Incoronata, dal vescovo Bernard Patrick Devlin per la diocesi di Gibilterra.
È laureato in diritto canonico. Si prepara per una carriera nel servizio diplomatico presso la Pontificia accademia ecclesiastica; i suoi primi incarichi includevano periodi in Ecuador e Ungheria, a Roma nella Sezione per gli affari generali della Segreteria di Stato.
Durante la visita di papa Francesco nelle Filippine e negli Stati Uniti nel 2015, la sua interpretazione simultanea in inglese è stata molto lodata dal pubblico. Oltre all'inglese, conosce l'italiano, lo spagnolo e il francese.
Nel settembre 2015 è stato insignito del Gibraltar Medallion of Distinction.
Il 31 agosto 2019 papa Francesco lo nomina osservatore permanente della Santa Sede presso l'Organizzazione degli Stati americani.

### Ministero episcopale
Il 5 febbraio 2021 papa Francesco lo nomina arcivescovo titolare di Città Ducale e nunzio apostolico in Benin e il 2 marzo seguente nunzio apostolico in Togo; succede a Brian Udaigwe, precedentemente nominato nunzio apostolico nello Sri Lanka.
Il 25 aprile 2021 riceve l'ordinazione episcopale presso l'Europa Point Sports Complex a Gibilterra dal cardinale Pietro Parolin, coconsacranti Carmelo Zammit, vescovo di Gibilterra, e l'arcivescovo Arthur Roche, segretario della Congregazione per il culto divino e la disciplina dei sacramenti.
Il 9 luglio 2024 papa Francesco lo nomina nunzio apostolico in Costa Rica; succede a Bruno Musarò, ritiratosi nel 2023.

## Genealogia episcopale e successione apostolica
La genealogia episcopale è:
- Cardinale Scipione Rebiba
- Cardinale Giulio Antonio Santori
- Cardinale Girolamo Bernerio, O.P.
- Arcivescovo Galeazzo Sanvitale
- Cardinale Ludovico Ludovisi
- Cardinale Luigi Caetani
- Cardinale Ulderico Carpegna
- Cardinale Paluzzo Paluzzi Altieri degli Albertoni
- Papa Benedetto XIII
- Papa Benedetto XIV
- Papa Clemente XIII
- Cardinale Bernardino Giraud
- Cardinale Alessandro Mattei
- Cardinale Pietro Francesco Galleffi
- Cardinale Giacomo Filippo Fransoni
- Cardinale Antonio Saverio De Luca
- Arcivescovo Gregor Leonhard Andreas von Scherr, O.S.B.
- Arcivescovo Friedrich von Schreiber
- Arcivescovo Franz Joseph von Stein
- Arcivescovo Joseph von Schork
- Vescovo Ferdinand von Schlör
- Arcivescovo Johann Jakob von Hauck
- Vescovo Ludwig Sebastian
- Cardinale Joseph Wendel
- Arcivescovo Josef Schneider
- Vescovo Josef Stangl
- Papa Benedetto XVI
- Cardinale Pietro Parolin
- Arcivescovo Mark Gerard Miles

La successione apostolica è:
- Vescovo Coffi Roger Anoumou (2023)